# FV Engers 07
Der Fußballverein Engers 07 ist ein Fußballverein aus dem Neuwieder Stadtteil Engers. Die Herrenmannschaft spielt in der fünftklassigen Oberliga Rheinland-Pfalz/Saar.

## Geschichte
Der Verein wurde am 10. Juli 1907 als FC Viktoria Engers gegründet. Im gleichen Jahr schloss sich der FC Roland Engers an. 1910 trat der FC Viktoria dem TV 1879 Engers bei. 1916 wurde die Fußballabteilung als FV Engers 07 wieder eigenständig.

## Sportliche Entwicklung
Nachdem der langjährige Bezirksligist 1933 nicht in die Gauliga Mittelrhein übernommen wurde, dominierten die Engerser mehrere Jahre lang die nun zweitklassige Bezirksklasse. 1933/34, 1935/36 und 1936/37 wurde der FVE Meister seiner Klasse, ohne jedoch den Aufstieg zu schaffen. Im ersten Jahr verloren die Engerser die Qualifikationsspiele zur Aufstiegsrunde gegen den 1. FC Idar, beim zweiten und dritten Versuch scheiterten sie in der Aufstiegsrunde. Erst 1941 schaffte der FVE den Sprung in die mittlerweile sehr zersplitterte Gauliga Moselland-Ost.
In der Nachkriegszeit brauchten die Engerser vier Jahre, um in die Erstklassigkeit zurückzufinden. Von 1949 bis 1953 sowie in der Saison 1955/56 gehörten sie der Oberliga Südwest an. Ihr größter Erfolg war dabei der 1:0-Sieg beim Serienmeister 1. FC Kaiserslautern in der Saison 1950/51. Im Vorjahr hatten sie in Kaiserslautern noch ein 0:13 kassiert.
Nach dem zweiten Abstieg kamen die Engerser nicht mehr in den hochklassigen Fußball zurück. 
Bei Einführung der Bundesliga bzw. der Regionalliga Südwest war der FV in die 1. Amateurliga Rheinland abgerutscht. Ende der 1970er Jahre – der FV war mittlerweile in der A-Klasse angekommen – ging es wieder aufwärts. Vorläufiger Höhepunkt war der Oberligaaufstieg im Jahre 2002. Die seitdem erreichten Platzierungen bewegen sich zwischen dem 9. und dem 15. Tabellenplatz.
Nach dem Abstieg aus der Oberliga 2007/08 spielte der FVE wieder in der Rheinlandliga. Nach einer guten Saison 2009/10 belegte man den achten Tabellenplatz, im Jahr darauf war es der zehnte Rang. Nach vier Jahren in der Rheinlandliga stieg der FV Engers in der Saison 2011/12 mit dem 17. Tabellenplatz in die Bezirksliga Ost ab. In der Saison 2012/13 gelang dem Verein jedoch die sofortige Rückkehr in die Rheinlandliga.
In der Saison 2016/17 gelang dem FVE als Meister der Rheinlandliga der Aufstieg in die Oberliga Rheinland-Pfalz/Saar. Drei Jahre später erzielte der FV Engers den größten Erfolg seiner Vereinsgeschichte, indem durch einen 5:0-Sieg über den FC Karbach der Rheinlandpokal gewonnen werden konnte. Im DFB-Pokal 2020/21 traf der Verein in der 1. Runde auf den VfL Bochum, verzichtete aber aus organisatorischen Gründen im Rahmen der COVID-19-Pandemie auf sein Heimrecht. Die Partie im Ruhrstadion endete mit einer 0:3-Niederlage.
Den Erfolg im Rheinlandpokal konnte Engers im Jahr 2022 durch einen 1:0-Sieg, ebenfalls über den FC Karbach, wiederholen. In der 1. Runde des DFB-Pokals 2022/23 traf der FVE auf Arminia Bielefeld und schied nach einer 1:7-Niederlage aus.

## Erfolge
- Rheinlandpokal: 2020, 2022, 2025

## Stadion
Der FV Engers 07 trägt seine Heimspiele im Stadion am Wasserturm in Engers aus, das einst 10.000 Zuschauer (heute 3.000) fasste. In der Hinrunde 1954/55 mussten die Engerser ihr Stadion eine Spielzeit verlassen und im Bendorfer Rheinstadion spielen, da sie nicht über den vom DFB verlangten Rasenplatz verfügten.
Seit Juli 2017 verfügt das Stadion über einen Kunstrasenplatz und auch eine Flutlichtanlage wurde neu errichtet.

## Spieler
- Herbert Zimmermann (19??–1972) Jugend,
- Carsten Keuler (19??–1986) Jugend, (2008–2009) Spielertrainer,
- Dieter Paucken (2001–2005, 2013–2017)
- Wilko Risser (2004–2006)
- Mohammed Camara (2006–2007)

## Trainer
- Emil Kutterer (1950–1953)
- Josef Gauchel (1955–1956)
- Carsten Keuler (2009–2011)